# 伊洛街道
伊洛街道是中华人民共和国河南省洛陽市偃师区下辖的一个街道办事处。

## 行政区划
伊洛街道下辖以下村级行政区划单位：
齐庄社区、许庄社区、东寺庄社区、高庄社区、后庄社区和西寺庄村。